# Lorenzo Quadri
Lorenzo Quadri, né le 5 novembre 1974 à Sorengo (originaire de Canobbio), est une personnalité politique suisse, membre de la Ligue des Tessinois (Lega), et un journaliste.
Il est député du canton du Tessin au Conseil national depuis mai 2011 et occupe le poste de directeur de l'hebdomadaire Il Mattino della Domenica.

## Biographie
Lorenzo Quadri naît le 5 novembre 1974 à Sorengo, dans le district de Lugano. Il est originaire de Canobbio, dans le même district. Il grandit à Origlio, près de Lugano.
Après avoir obtenu sa maturité gymnasiale (type littéraire) à Lugano, il décroche en 1999 une licence en droit à l'Université de Berne. Après avoir travaillé un temps pour le magazine satirique de gauche Diavolo, il entre en 2001 à la rédaction de l’hebdomadaire tessinois Il Mattino della Domenica, dont il est aujourd'hui directeur.
Il a le grade de soldat au sein de l'Armée suisse.
Il se déclare célibataire et catholique-romain.

## Parcours politique
En 2003, il adhère à la Lega et obtient un siège au Grand Conseil du canton du Tessin. Il y est réélu en 2007 et 2011. Il s'y distingue par le nombre particulièrement élevé d'interventions déposées.
En 2008, il est élu à la Municipalité (exécutif) de la commune de Lugano, décrochant un second siège pour son parti au détriment du Parti socialiste. Réélu en 2013, 2017 et 2021, il y est responsable de la formation et des affaires sociales.
Il accède au Conseil national le 30 mai 2011 comme représentant du canton du Tessin, en remplacement de Norman Gobbi, démissionnaire. Il y est réélu à quatre reprises (2011, 2015, 2019 et 2023). Il siège à la Commission des transports et des télécommunications (CTT).
Il est membre de la Société pour un droit libéral sur les armes (ProTell) et de l'Action pour une Suisse indépendante et neutre.

## Autres mandats
Il siège au conseil d'administration de l'office du tourisme de Lugano (Lugano Turismo) depuis 2008.